# Елк-Сіті (Оклахома)
Елк-Сіті (англ. Elk City) — місто (англ. city) в США, в окрузі Бекгем штату Оклахома. Населення — 11 561 особа (2020).

## Географія
Елк-Сіті розташований за координатами 35°25′4″ пн. ш. 99°23′56″ зх. д. / 35.41778° пн. ш. 99.39889° зх. д. (35.417756, -99.399020).  За даними Бюро перепису населення США в 2010 році місто мало площу 42,52 км², з яких 41,94 км² — суходіл та 0,58 км² — водойми.

### Клімат
| Клімат : Елк-Сіті                  | Клімат : Елк-Сіті | Клімат : Елк-Сіті | Клімат : Елк-Сіті | Клімат : Елк-Сіті | Клімат : Елк-Сіті | Клімат : Елк-Сіті | Клімат : Елк-Сіті | Клімат : Елк-Сіті | Клімат : Елк-Сіті | Клімат : Елк-Сіті | Клімат : Елк-Сіті | Клімат : Елк-Сіті | Клімат : Елк-Сіті |
| Показник                           | Січ.              | Лют.              | Бер.              | Квіт.             | Трав.             | Черв.             | Лип.              | Серп.             | Вер.              | Жовт.             | Лист.             | Груд.             | Рік               |
| Абсолютний максимум, °C            | 28,9              | 32,2              | 36,1              | 37,8              | 41,1              | 43,9              | 43,9              | 43,3              | 42,2              | 39,4              | 31,1              | 31,1              | 43,9              |
| Середній максимум, °C              | 8,2               | 11,7              | 16,3              | 21,5              | 25,8              | 30,8              | 33,7              | 32,9              | 28,7              | 22,9              | 14,8              | 9,3               | 21,4              |
| Середня температура, °C            | 1,4               | 4,3               | 8,7               | 14,1              | 19,1              | 24,3              | 26,8              | 26,1              | 21,9              | 15,7              | 8,1               | 2,8               | 14,5              |
| Середній мінімум, °C               | −5,5              | −3,1              | 1,1               | 6,6               | 12,2              | 17,7              | 20,0              | 19,3              | 15,2              | 8,6               | 1,4               | −3,7              | 7,5               |
| Абсолютний мінімум, °C             | −24,4             | −20               | −19,4             | −6,1              | −0,6              | 5,6               | 10,0              | 7,2               | −2,2              | −8,3              | −12,8             | −22,8             | −24,4             |
| Норма опадів, мм                   | 22                | 30                | 62                | 62                | 123               | 102               | 55                | 73                | 76                | 57                | 42                | 27                | 731               |
| ---------------------------------- | ----------------- | ----------------- | ----------------- | ----------------- | ----------------- | ----------------- | ----------------- | ----------------- | ----------------- | ----------------- | ----------------- | ----------------- | ----------------- |
| Джерело: NOAA (normals, 1971–2000) |                   |                   |                   |                   |                   |                   |                   |                   |                   |                   |                   |                   |                   |

## Демографія
Згідно з переписом 2010 року, у місті мешкали 11 693 особи в 4635 домогосподарствах у складі 3057 родин. Густота населення становила 275 осіб/км².  Було 5420 помешкань (127/км²).
Расовий склад населення:
| - 84,2 % — білих - 3,8 % — корінних американців - 3,0 % — чорних або афроамериканців - 0,9 % — азіатів - 5,1 % — осіб інших рас |

До двох чи більше рас належало 3,1 %. Частка іспаномовних становила 10,3 % від усіх жителів.
За віковим діапазоном населення розподілялося таким чином: 26,6 % — особи молодші 18 років, 60,2 % — особи у віці 18—64 років, 13,2 % — особи у віці 65 років та старші. Медіана віку мешканця становила 34,4 року. На 100 осіб жіночої статі у місті припадало 98,2 чоловіків;  на 100 жінок у віці від 18 років та старших — 94,8 чоловіків також старших 18 років.
Середній дохід на одне домашнє господарство  становив 72 291 долар США (медіана — 51 406), а середній дохід на одну сім'ю — 86 509 доларів (медіана — 70 174). Медіана доходів становила 48 949 доларів для чоловіків та 32 248 доларів для жінок. За межею бідності перебувало 12,1 % осіб, у тому числі 10,9 % дітей у віці до 18 років та 10,6 % осіб у віці 65 років та старших.
Цивільне працевлаштоване населення становило 5552 особи. Основні галузі зайнятості: сільське господарство, лісництво, риболовля — 22,1 %, роздрібна торгівля — 15,1 %, освіта, охорона здоров'я та соціальна допомога — 15,0 %.